# 仏女
仏女（ぶつじょ）は、仏像などのように仏教的な事や物を好む女性を指す造語。宗教的な意味をもつ呼称ではなく、社会現象の呼称である。
仏女は信徒であるか否かは関係なく、現代的な目線で仏教の世界観を感じたり、仏像の鑑賞を楽しんだり、座禅や説法において癒やしを求めたりしている。

## 概要
2000年代後半、「働く女性」「頑張る女性」の癒やしの世界として仏教が注目された。そうした中、「仏女」という言葉は、2008年後半に生まれた「歴女」という言葉と同様の発想で誕生した。2009年春頃から、しばしばメディアで使われ始めた。

### 特徴
街中で開催される座禅会に参加したり、興福寺の阿修羅像をこよなく愛したりと、仏女にも様々な嗜好があるが、一貫して入口は宗教的なものではないのが特徴。仏女となったその後、宗教的に入信する者も出ると思われるが、2009年現在、そのような話は見つかっていない。

## 事象
- 金剛峯寺と南海電鉄が毎年期間限定で開催している東京都渋谷区での「高野山カフェ」は、毎回大盛況で参加者の約9割が女性[3]。彼女達を、「仏女」と呼び始めたのが初出という説もある。
- 2009年に東京国立博物館と九州国立博物館で開催された国宝阿修羅展には、多くの女性の来場があった。
- 四国八十八箇所で、女性が目立つようになった。作家家田荘子のように、一人で巡拝する女性も多い。
- ホテルに泊まるのではなく、敢えて宿坊に泊まる女性が増えている。
- 僧侶等が講師となる「講座」には、６０代以降の参加者が多かったが、最近は２０代から４０代の女性も目立つようになっている。

## 議論
興味だけで仏教に触れることを危惧する声もあるが、多くの仏教者は、仏教に親しむきっかけの一つとして、好意的にとらえている。